# Joakim Robillard
Pour les articles homonymes, voir Robillard.
Joakim Robillard est un acteur canadien d'origine québécoise. Il est surtout reconnu pour son rôle dans le film Souterrain en 2020, pour lequel il a reçu une nomination aux prix Écrans canadiens pour le meilleur acteur aux 9e prix Écrans canadiens, et une nomination aux Prix Iris pour la révélation de l'année aux 23e prix du cinéma québécois.
Il a également joué des rôles secondaires dans les films Viaduc, King Dave et Crépuscule pour un tueur, et est apparu dans les séries télévisées Blue Moon, GAME(R), Béliveau, Can You Hear Me et Mégantic.